# Dorwinion
Dorwinion ("a Bor Földje") a Tolkien megalkotta Középfölde egyik helye; kellemes, termékeny vidék a Vadonföld keleti és Rhún nyugati peremén, mely kiváló borairól híres. Az itt élők az esgarothi, a suhatagi és a keleti emberek rokonai, akik a vegyesházasságok és a kereskedelem révén sok különös szót és szokást szedtek fel. Az erdőtündék különösen nagyra értékelik Dorwinion borait és a tavi emberek élénk kereskedelmet folytatnak a dorwinioni szőlősgazdák és Thranduil király népe között. Rhovanion, a Nyugat és a Kelet között szinte csak Dorwinionon keresztül lehetséges békés kapcsolat.
Dorwinion dombos táj, sok kis patakkal, erdővel és folyóvölggyel, mely dél felé hegyesebb, észak felé pedig lapos. Az éghajlata Rhún tengerének közelsége miatt enyhe – ez egy hatalmas édesvizű tó, amely legkeskenyebb részén is több mint száz mérföld széles. Dorwinion népének nagy része hatalmas birtokokon él, amely mind egy nagyobb szőlőskertből vagy közösségből, vagy több kisebb szőlőskertből állnak. Mások tanyákat, vagy karámokat tartanak fent, megint mások pedig Rhún tengerének partján laknak és halászatból és kereskedelemből élnek. Az év során szüreti és borsajtoló mulatságokra is sor kerül. Dorwinion népében van pár nagy utazó, akik állandóan új üvegfúvó, vagy borászati fortélyok, vagy pedig új piacok után kutatnak.